# La araña (serie de televisión)
La araña (Spider! en su idioma origial) fue una serie animada musical para audiencia preescolar producida por Hibbert Ralph Animation (Ahora Silver Fox Films) para la BBC y transmitido en los Estados Unidos en 1991, en Latinoamérica fue transmitida desde 1996 hasta 1999 en el difunto bloque Pequeño Mundo en el canal Cartoon Network, y en México se emitió por Canal Once yCadenatres, y en peru se emitió por TV Perú.
Posteriormente Silver Fox Films anunció planes para realizar una nueva versión de la serie

## Trama
Consiste en las aventuras de una araña que es acompañada por un pequeño niño, además en el programa aparecen otros personajes secundarios como algunos niños y animales

## Episodios
La serie estaba compuesta de 13 episodios de 5 minutos

### Temporada 1
1. * Una araña en el baño - Un pequeño niño encuentra a varios animales agradables, con la excepción de una araña. Durante el episodio, el niño intenta enviar a la araña por el drenaje

1. * Soy solo una araña - La araña es perseguida por el niño mientras esta busca un lugar por donde huir

1. * En mi tienda - Cuando el niño se encuentra atrapado en su propia tienda de campamento y la Araña está cerca de él, él niño reúne todos sus recursos para sacar a Araña que se encuentra atrapada

1. * Un día de lluvia - Cuando la vida es bastante aburrida y los niños no saben que hacer, los tres niños crean el caos en su dormitorio para buscar algo más divertido que haceer en un día lluvioso. En el proceso ellos traen el nuevo significado a la frase "los pequeños monos".

1. * Cazando un erizo - Tres niños salen a un safari fingido para buscar a un Erizo, mientras sus padres tratan de embalar el coche. Y Araña intenta esconder al erizo de los niños hasta que ellos son llamados por sus padres.

1. * El castillo de naipes - El niño construye un castillo de naipes pero posteriormente se derrumba. Pero Araña le dice que siga persistiendo en la construcción de su castillo, hasta que el niño finalmente lo logra

1. * La señorita M - Una niña gorda estaba realizando un pícnic sola, hasta que es finalmente asutada por Araña

1. * El cambio - La araña es un testigo de un episodio romántico sobre una muchacha y una rana. La tristeza de la muchacha cambia a alegría cuando la rana se convierte en a un hermoso hombre. Lamentablemente para la Araña, sus propios afectos para la muchacha son rechazados groseramente

### Temporada 2
1. * La búsqueda del Hámster - El niño abre la jaula de su hámster y lo suelta. La criatura desafortunada se encuentra con el gato de casa que mira sobre él como una cena. Por suerte, la Araña ve la situación grave del hámster y le ayuda a evitar al gatito y la devuelve a la jaula.

1. * El Panda - El muchacho que estaba a punto de dormirse, no puede creer lo que ve cuando él ve que a un panda en su dormitorio. El niño queda imprresionado cuando el panda hace una canción y baila. Además la araña se une al baile del panda en la creación de un baile fantástico para el niño.

1. * Distracciones en clase - En el primer día del muchacho en la escuela él está muy distraído. Pero con la ayuda de su mejor amigo la Araña, él vence sus aburrimientos y logra salir triunfante entre sus compañeros de clase.

1. * El concierto - Tres niños deciden tener un concierto. Ellos disfrazan a sus juguetes favoritos y les dan instrumentos de juguete. Su fantasía cobra vida cuando su cocodrilo de juguete se hace un cantante rock apoyado por el Erizo sobre la guitarra, la Rana sobre el saxofón, Panda sobre el piano, Hámsteres como el apoyo de cantantes y desde luego la Araña sobre los tambores.

1. * Un amigo de verdad - El muchacho y la Araña han estado por tanto juntos, y nosotros vemos una secuencia lírica sobre su amistad profunda el uno para el otro

## Créditos
- Títulos: Brian Stevens
- Sonidos escritos y compuestos por: Richard Warner
- Arreglo de sonido: Jeff Stevenson
- Músicos: Premier Bass, Electra Strings, John Edwards, Jeff Rich, Paul Coppock
- Arreglos de teclado: Vyv Hope-Scott
- Producción musical: Rick Cassman
- Animación: Billy Allison, Simon Turner, Steve Hales, Nik Love-Gittins
- Animación Adicional: Graham Ralph, Kim Stephenson, Allan Bassett, Richard Wake
- Diseños Originales: Hugh Silvey, Walley Jex
- Supervisión de Animacior: Tony Garth
- Directores de arte auxiliares: Richard Nye, Corona Maher-Esterhazy
- Fondos: Dorse Jukes
- Pintura y trazo: Louise Harding, Sharon Walsh, Fabian White, Karina Stamford, Kate Smith, Lynn Durrans
- Cámara: Animated Opticals, Peter Jones Rostrums, Rostrum Cameras
- Doblaje: Roger Cherrill Ltd.
- Grabado en: Triple X Studios Inc.
- Editado por: Paul Coppock, Karen Bruce
- Ayudante de la producción: Karen Davidsen
- Encargado de la producción: Heather Pedley
- Productores ejecutivos: Theresa Plummer-Andres, Iain Harvey
- Productor: John Cary
- Director: Graham Ralph

### En inglés
- Sitio en Silver Fox Films
- La araña en Toonhound.com
- Videos de la serie

- Datos: Q5361197